# Anniviers
Anniviers – miejscowość i gmina (commune) w południowej Szwajcarii, w kantonie Valais, w okręgu (district) Sierre. Leży nad rzeką Navizence. Powstała 1 stycznia 2009 w wyniku połączenia gmin Ayer, Chandolin, Grimentz, Saint-Jean, Saint-Luc i Vissoie.

## Demografia
W Anniviers mieszkają 2703 osoby. W 2022 roku 20,3% populacji gminy stanowiły osoby urodzone poza Szwajcarią. 